# Spathacantha apicalis
Spathacantha apicalis är en stekelart som beskrevs av Henry Keith Townes, Jr. 1970. Spathacantha apicalis ingår i släktet Spathacantha och familjen brokparasitsteklar. Inga underarter finns listade i Catalogue of Life.